# Dufourea graeca
Dufourea graeca är en biart som beskrevs av Ebmer 1976. Dufourea graeca ingår i släktet solbin, och familjen vägbin. Inga underarter finns listade i Catalogue of Life.